# Dagmara Krzyżyńska
Dagmara Krzyżyńska (ur. 12 kwietnia 1981 w Kowarach) – polska narciarka alpejska i narciarka dowolna, specjalistka konkurencji technicznych i skicrossu.

## Kariera
Po raz pierwszy na arenie międzynarodowej pojawiła się 3 grudnia 1996 roku podczas zawodów FIS Race w Piancavallo. Zajęła wtedy 57. miejsce w slalomie. W 1997 roku wystartowała na mistrzostwach świata juniorów w Schladming, gdzie jej najlepszym wynikiem było 29. miejsce w gigancie. Jeszcze czterokrotnie startowała na imprezach tej rangi, osiągając najlepszy wynik podczas mistrzostw świata juniorów w Verbier w 2001 roku, gdzie była dziewiąta w slalomie.
W zawodach Pucharu Świata w narciarstwie alpejskim zadebiutowała 31 października 1999 roku w Tignes, gdzie nie ukończyła pierwszego przejazdu w gigancie. Mimo wielokrotnych startów nigdy nie zdobyła punktów PŚ. W 2006 roku wystartowała na igrzyskach olimpijskich w Turynie, zajmując 25. miejsce w gigancie. Zajęła też między innymi 27. miejsce w tej samej konkurencji podczas mistrzostw świata w Bormio w 2005 roku. Ponadto wywalczyła złote medale w gigancie i slalomie podczas uniwersjady w Zakopanem w 2001 roku oraz złoty w gigancie na uniwersjadzie w Innsbrucku cztery lata później.
Od 2007 roku zaczęła uprawiać narciarstwo dowolne. Pierwsze punkty w zawodach Pucharu Świata w narciarstwie dowolnym wywalczyła 12 stycznia 2008 roku w Contamines, zajmując 22. miejsce w skicrossie. Najlepszy wynik osiągnęła cztery dni później we Flaine, gdzie w skicrossie zajęła ósmą pozycję. W klasyfikacji generalnej sezonu 2007/2008 zajęła ostatecznie 89. miejsce. Nigdy nie wystąpiła na mistrzostwach świata w narciarstwie dowolnym.
W 2009 roku zakończyła karierę.

## Osiągnięcia w narciarstwie alpejskim

### Igrzyska olimpijskie
| Miejsce | Dzień     | Rok  | Miejscowość | Konkurencja | Czas biegu | Strata | Zwyciężczyni  |
| ------- | --------- | ---- | ----------- | ----------- | ---------- | ------ | ------------- |
| 25.     | 24 lutego | 2006 | Turyn       | Gigant      | 2:09,19    | +6,72  | Julia Mancuso |

### Mistrzostwa świata
| Miejsce | Dzień     | Rok  | Miejscowość  | Konkurencja | Czas biegu | Strata | Zwyciężczyni    |
| ------- | --------- | ---- | ------------ | ----------- | ---------- | ------ | --------------- |
| DNF1    | 7 lutego  | 2001 | St. Anton    | Slalom      | 1:32,95    | –      | Anja Pärson     |
| 42.     | 13 lutego | 2003 | Sankt Moritz | Gigant      | 2:30,97    | +13,59 | Anja Pärson     |
| 32.     | 15 lutego | 2003 | Sankt Moritz | Slalom      | 1:39,55    | +7,64  | Janica Kostelić |
| 27.     | 8 lutego  | 2005 | Bormio       | Gigant      | 2:13,63    | +4,45  | Anja Pärson     |
| DNF1    | 13 lutego | 2007 | Åre          | Gigant      | 2:31,72    | –      | Nicole Hosp     |

### Mistrzostwa świata juniorów
| Miejsce | Dzień     | Rok  | Miejscowość | Konkurencja | Czas biegu | Strata | Zwyciężczyni         |
| ------- | --------- | ---- | ----------- | ----------- | ---------- | ------ | -------------------- |
| 42.     | 27 lutego | 1997 | Schladming  | Supergigant | 1:19,96    | +7,69  | Karen Putzer         |
| 29.     | 1 marca   | 1997 | Schladming  | Gigant      | 1:56,82    | +8,84  | Karen Putzer         |
| 54.     | 27 lutego | 1998 | Megève      | Supergigant | 1:06,08    | +5,98  | Martina Lechner      |
| 39.     | 28 lutego | 1998 | Megève      | Slalom      | 1:26,48    | +9,06  | Stefanie Wolf        |
| 56.     | 1 marca   | 1998 | Megève      | Gigant      | 1:54,35    | +7,52  | Anja Pärson          |
| 19.     | 9 marca   | 1999 | Pra Loup    | Slalom      | 1:46,62    | +5,09  | Anja Pärson          |
| 36.     | 10 marca  | 1999 | Pra Loup    | Gigant      | 1:53,82    | +8,41  | Denise Karbon        |
| 48.     | 13 marca  | 1999 | Pra Loup    | Zjazd       | 1:11,09    | +4,16  | Kerstin Reisenhofer  |
| 40.     | 14 marca  | 1999 | Pra Loup    | Supergigant | 1:14,06    | +4,64  | Karin Blaser         |
| 45.     | 21 lutego | 2000 | Québec      | Zjazd       | 1:13,47    | +4,51  | Fränzi Aufdenblatten |
| 31.     | 22 lutego | 2000 | Québec      | Supergigant | 1:18,79    | +3,82  | Kathrin Wilhelm      |
| 24.     | 25 lutego | 2000 | Québec      | Gigant      | 1:55,08    | +4,70  | Anja Pärson          |
| DNF1    | 26 lutego | 2000 | Québec      | Slalom      | 1:50,79    | –      | Anja Pärson          |
| 18.     | 10 lutego | 2001 | Verbier     | Gigant      | 1:55,08    | +3,48  | Fränzi Aufdenblatten |
| 9.      | 10 lutego | 2001 | Verbier     | Slalom      | 1:16,53    | +4,55  | Christine Sponring   |

### Puchar Świata

#### Miejsca w klasyfikacji generalnej
- sezon 1999/2000: –
- sezon 2000/2001: –
- sezon 2001/2002: –
- sezon 2002/2003: –
- sezon 2003/2004: –
- sezon 2004/2005: –
- sezon 2005/2006: –

## Osiągnięcia w narciarstwie dowolnym

### Puchar Świata

#### Miejsca w klasyfikacji generalnej
- sezon 2007/2008: 89.

#### Miejsca na podium zawodów PŚ
Krzyżyńska nigdy nie stanęła na podium zawodów PŚ.